# ムジカ・ポプラール・ブラジレイラ

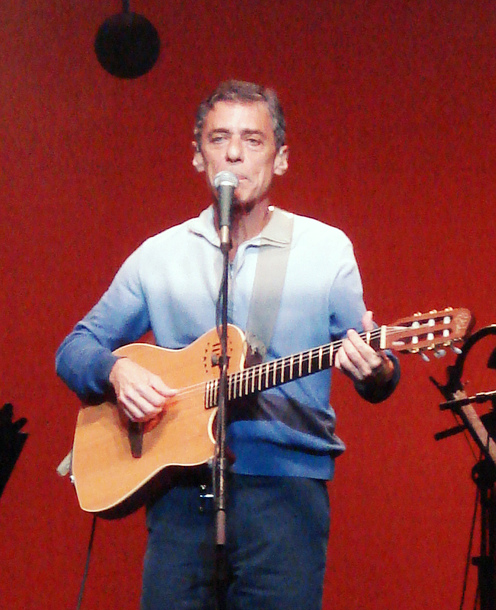
MPBを代表するシンガーソングライター、シコ・ブアルキ

ムージカ・ポプラール・ブラズィレイラ（葡: Música Popular Brasileira, MPB （エミ・ペー・ベー））とは、ブラジルの音楽形式（ジャンル）の1つで、英語的に言うと「ブラジリアン・ポピュラー・ミュージック」の意。
主に、1960年代後半、ボサノヴァ誕生以降の、ブラジルのポピュラー音楽をさす。ロック（ホッキ・ムジカ）など若者への訴求力の強い現代的な音楽が、当時流行していたTV音楽番組を通じてマスに流布したため、このように呼ばれた。

## 概要
初期のMPBは当時世界的に流行したロックのブラジル的受容である。1950年代後半から1960年代前半にブラジル音楽の主流を成していたボサノヴァなどにみられる都会的洗練や知性はヨーロッパ白人中心主義の象徴とされ、そのアンチテーゼとしてのエレキギターのサウンドは若者の衝動を刺激した。しかし、既にブラジルのアイデンティティとなっていたサンバなどのサウンドや技法は受け継がれ、ロックンロールなどの要素にブラジル的な感性や伝統音楽を融合した様々なスタイルが形成された。
60年代はビートルズ大旋風でブラジルでもエレキギターのブームが生じ、Renato e seus Blue Caps, The Jordansなど多くのグループサウンズが誕生した。そしてロベルト・カルロス、エラスモ・カルロス、ワンデルレーアの三人がホストを務める、JOVEM GUARDAという若者向けテレビ番組が誕生と共に一大ムーヴメントを引き起こし、ブラジル若者の音楽、ファッション、喋り型にまで影響を与えた。主な出演者はJerry Adriani、Trio Esperança, Golden Boys、Wanderley Cardoso、Antônio Marcos、Rosemeire、The Fevers、Os Incríveis、Os Vips, Sérgio Reis、Jorge Ben、Martinhaなど。彼らの歌がヒットチャートを独占するようになってボサノヴァは遠のいていった。

トロピカリズモ運動で中心的な働きをしたバンド、ムタンチス

「反戦」-「ロック」-「ヒッピー」と繋がる世界的な音楽的流行がブラジルに伝わり、いち早く反応したカエターノ・ヴェローゾ、ジルベルト・ジルなどの若い音楽家たちが主導するトロピカリズモ運動がMPBの発祥であるとされる。
運動は、「ロック」的思想の受容であるとともに当初から脱植民地化、そしてブラジル的アイデンティティの確立という思想を内包し、伝統的な音楽リズムと現代的な音楽の融合が積極的に図られた。そのため、MPBとはロックを中心としながらも、広義には1960年代以降の音楽で流行したもののほぼすべてがこのジャンル名で括られることになる。
なお、アメリカやイタリア、スペイン、フランスなど世界的には、MPBもラテン・ポップのカテゴリー（範疇）に含まれると解される。しかし日本国内においては、ラテン・ポップといえばスペイン語圏の音楽に限られ、南米で唯一ポルトガル語圏であるブラジルのポピュラー音楽を含めないとする見方も多い。

## MPBの代表的なアーティスト
- イヴァン・リンス (Ivan Lins)
- エラスモ・カルロス（ポルトガル語版、英語版） (Erasmo Carlos)
- エリス・レジーナ (Elis Regina)
- カエターノ・ヴェローゾ (Caetano Veloso)
- ガル・コスタ (Gal Costa)
- サンディ (Sandy)
- シコ・ブアルキ (Chico Buarque)
- ジャヴァン (Djavan)
- ジョアン・ボスコ（João Bosco）
- ジョイス (Joyce)
- ジョルジ・ベンジョール (Jorge Ben Jor)
- ジルベルト・ジル (Gilberto Gil)
- ノーヴォス・バイアーノス(Novos Baianos)
- ホベルト・カルロス（ポルトガル語版、英語版） (Roberto Carlos)
- ミルトン・ナシメント (Milton Nascimento)
- マルコス・ヴァーリ (Marcos Valle)
- マリア・ベターニア（Maria Bethânia）
- ムタンチス（Mutantes）
- メリッサ・クニヨシ (Melissa Kuniyoshi)
- ワンデルレーア（ポルトガル語版、英語版）　(Wanderléa)